# Ziua Internațională pentru Eliminarea Violenței asupra Femeilor
Ziua de 25 noiembrie a fost stabilită de Adunarea Generală a Națiunilor Unite ca fiind Ziua Internațională pentru Eliminarea Violenței asupra Femeilor. (Rezoluția Adunării Generale a ONU 54/134)  Ziua Internațională pentru Eliminarea Violenței Asupra Femeilor este marcată în toată lumea prin manifestații și acte de condamnare a diverselor forme de violență îndreptate asupra femeilor. 

## Istorie
Violența asupra femeilor este una dintre cele mai răspândite încălcări ale drepturilor omului din lume. Are loc acasă, pe stradă, la scoală, la locul de muncă, în tabere de refugiați, in spitale. În măsura mai mare sau mai mică, se petrece în toate țările din lume, indiferent de etnie, rasă, vârstă, mediul de proveniență, venit sau nivelul de educație. 
Ziua internațională pentru eliminarea violenței împotriva femeilor a fost înființată de Adunarea Generală a Națiunilor Unite în anul 2000 (Rezoluția nr. A / RES / 54/134). Data este aleasă pentru a comemora asasinarea violentă a trei dintre surorile Mirabal, care au fost ucise în Republica Dominicană în 25 noiembrie 1960, în timpul dictaturii lui Rafael Trujillo.
În rezoluția sa, Adunarea Generală a Națiunilor Unite a invitat guvernele, agențiile Națiunilor Unite, organizațiile internaționale și neguvernamentale să organizeze evenimente în această zi pentru a atrage atenția publicului asupra problemei violenței împotriva femeilor.
Secretarul General al ONU în mesajele sale 2004-2005. spune că violența împotriva femeilor este extrem de răspândită, inerentă tuturor culturilor și afectează femeile, indiferent de rasă, bogăție, origine.

## Recunoaștere în diferite țări

### Australia
În Australia, a fost organizată o campanie în jurul Zilei Internaționale pentru Eliminarea Violenței împotriva Femeilor.
În septembrie 2014, VicHealth din Australia a lansat rezultatele studiului privind atitudinea comunității naționale față de violența împotriva femeilor. Studiul a fost al treilea sondaj efectuat, (primul a fost în 1995, al doilea 2009).  Informațiile au fost colectate prin interviuri telefonice cu un eșantion de 17.500 de bărbați și femei australiene cu vârstă de peste 16 ani și au indicat o necesitate continuă pentru o activitate viitoare de prevenire.

### Italia
Cele mai recente date ale Institutului Italian de Statistică arată că, în 2017, mai mult de 49 de mii de femei au cerut ajutor centrelor anti-violență.

## Marșuri

### 2017
Marșurile au atras sute de participanți în Bogota, Paris și Roma. Mii de persoane au mers în San José, Costa Rica și Lima. Peste 1 000 de protestatari turci au participat la un marș interzis în Istanbul.

### 2018
Circa 150 de mii de manifestanți au participat la un marș, organizat în Piazza della Repubblica, Roma, pentru Ziua Internațională pentru Eliminarea Violenței împotriva Femeilor, împotriva decretului Pillon. Printre participanți, a fost prezentă Laura Boldrini, ex-președinte al  Camerei Deputaților.

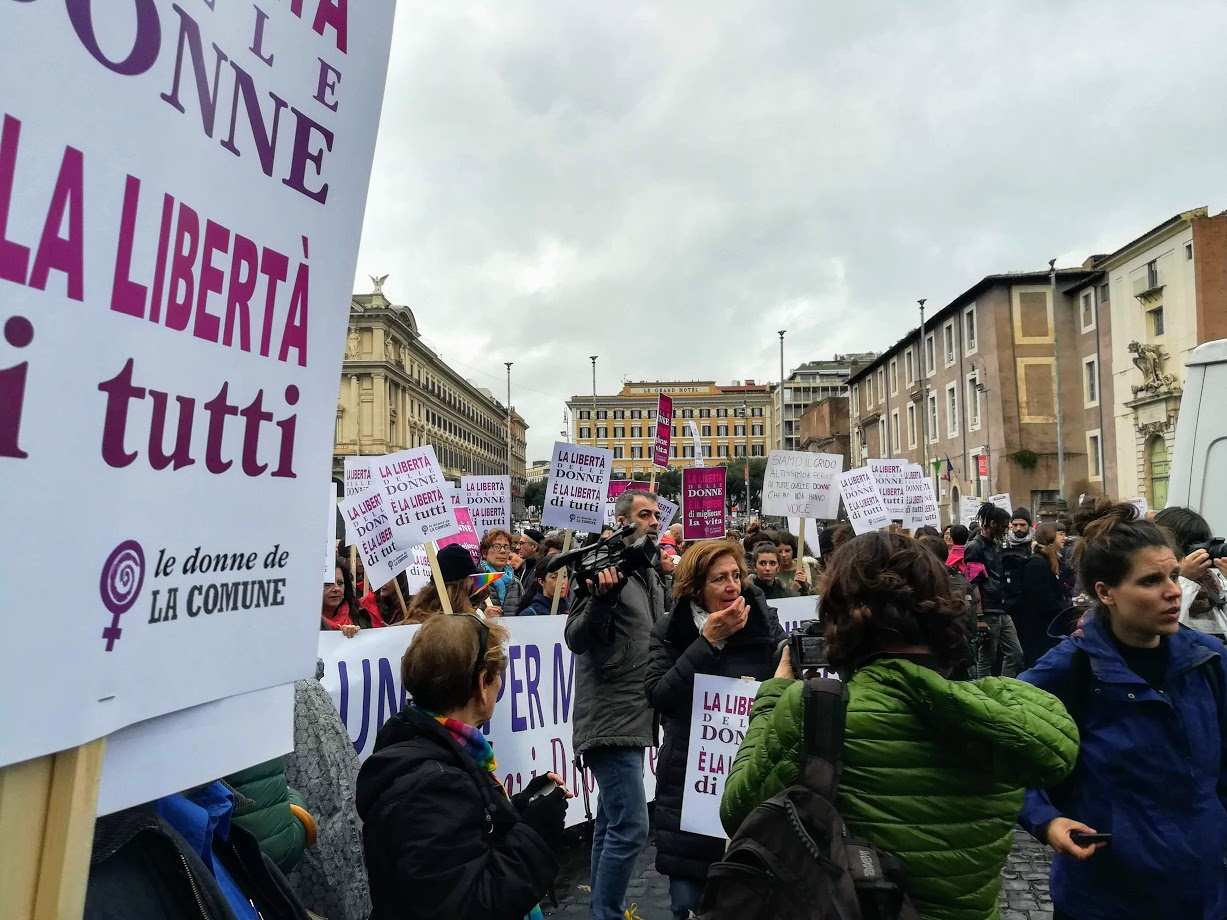
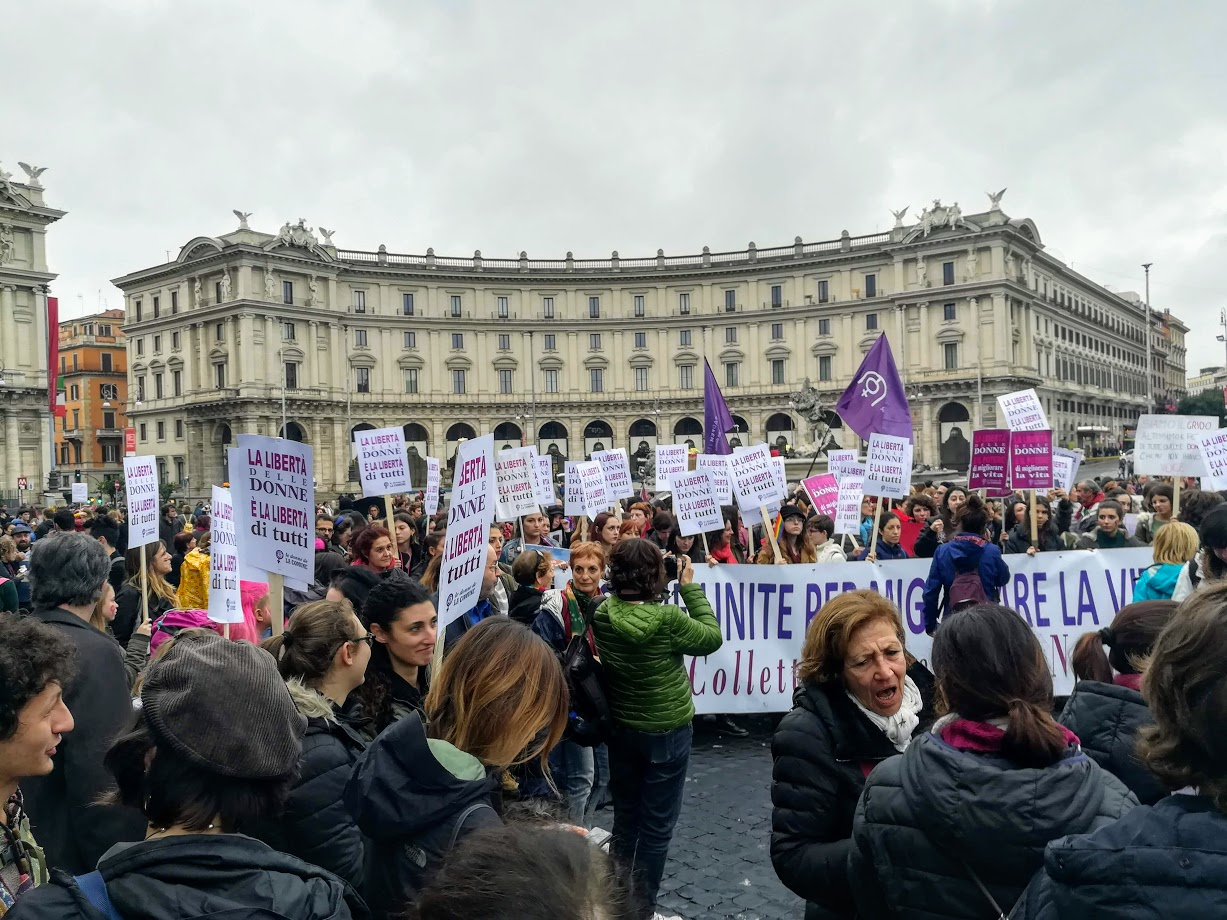
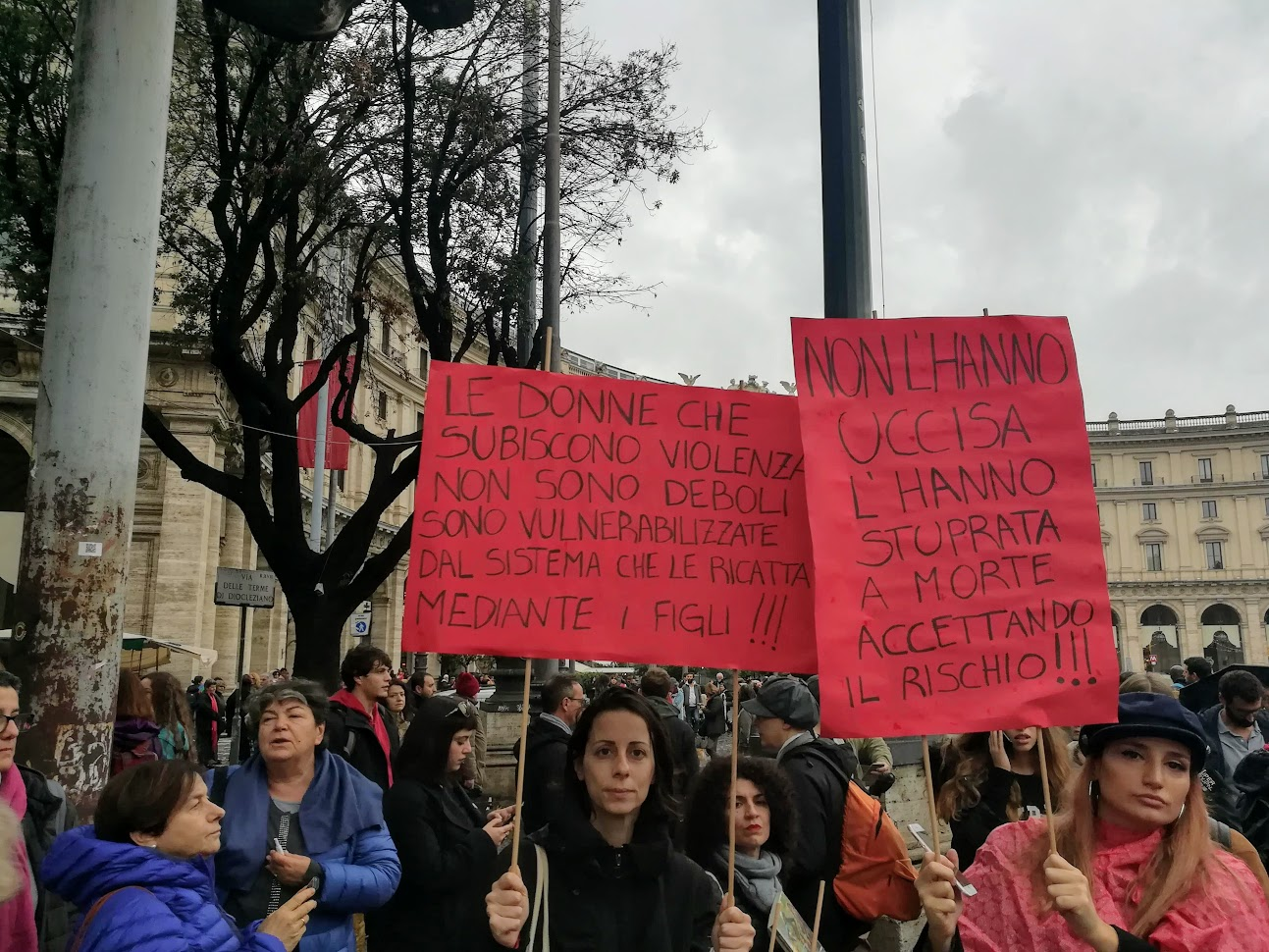
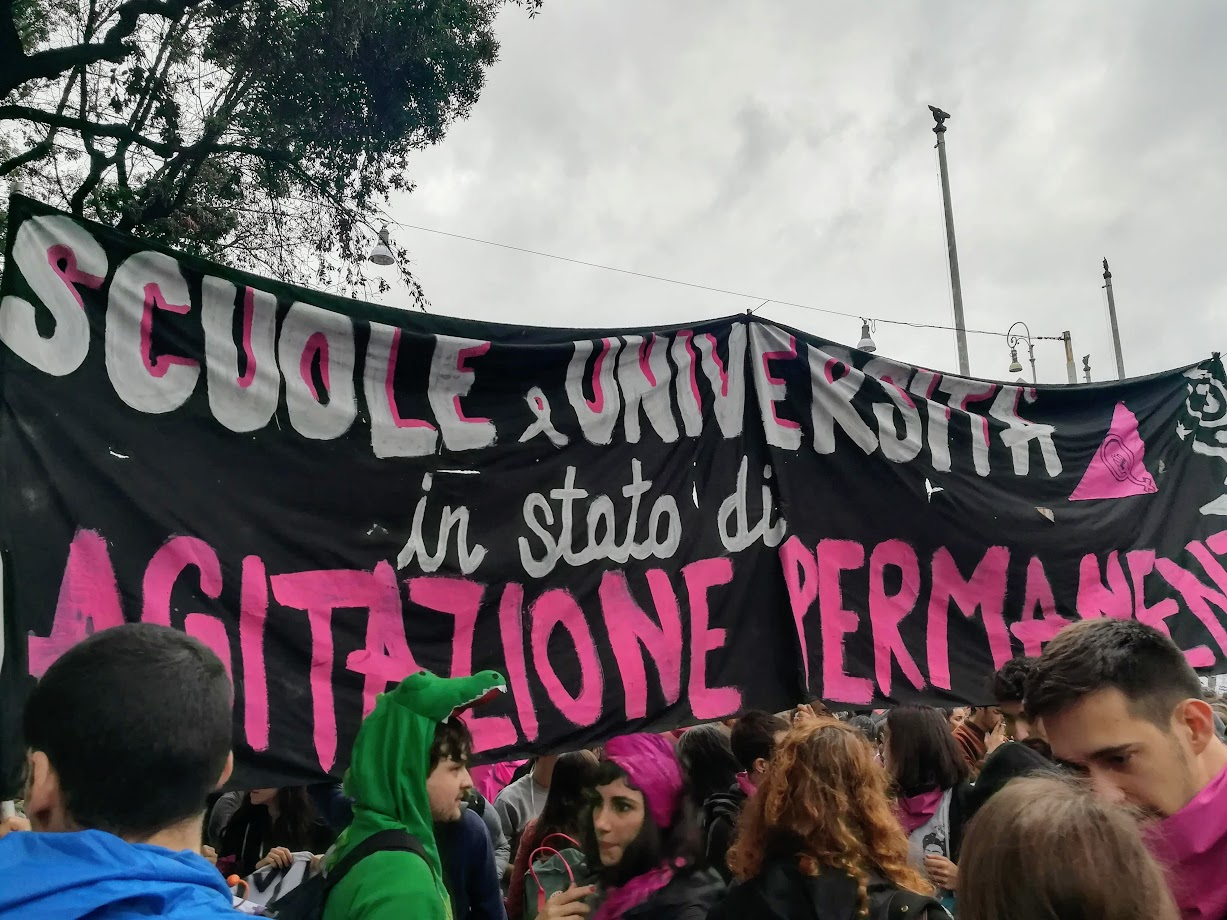
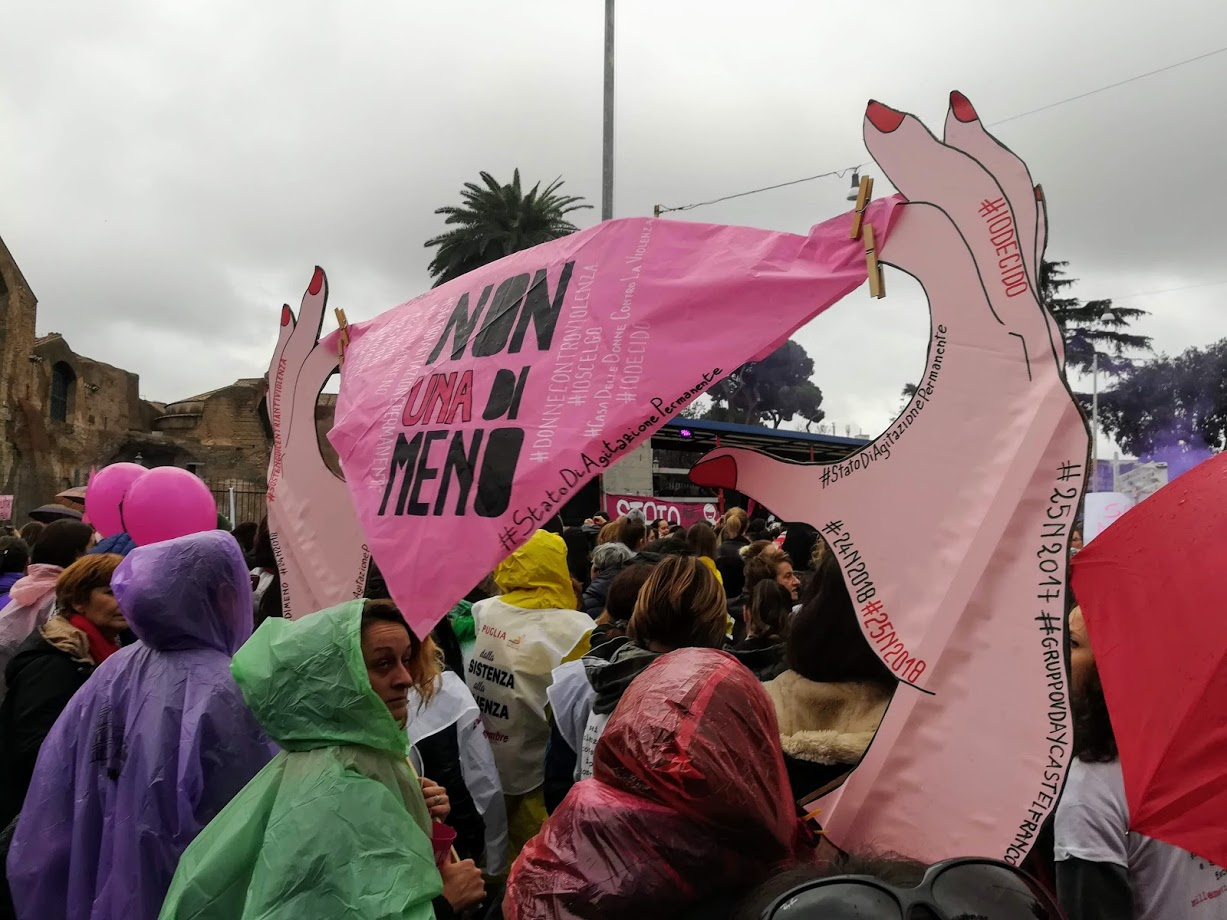
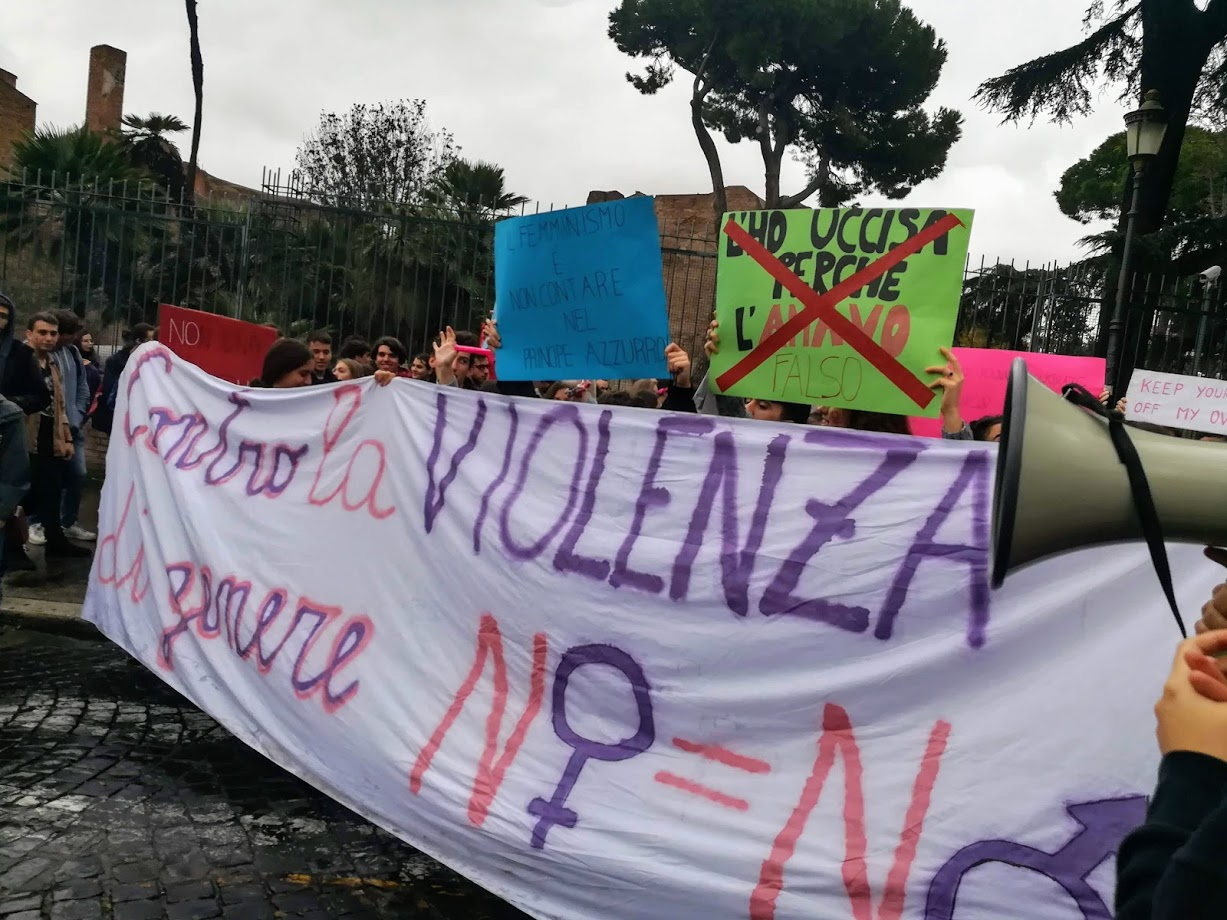
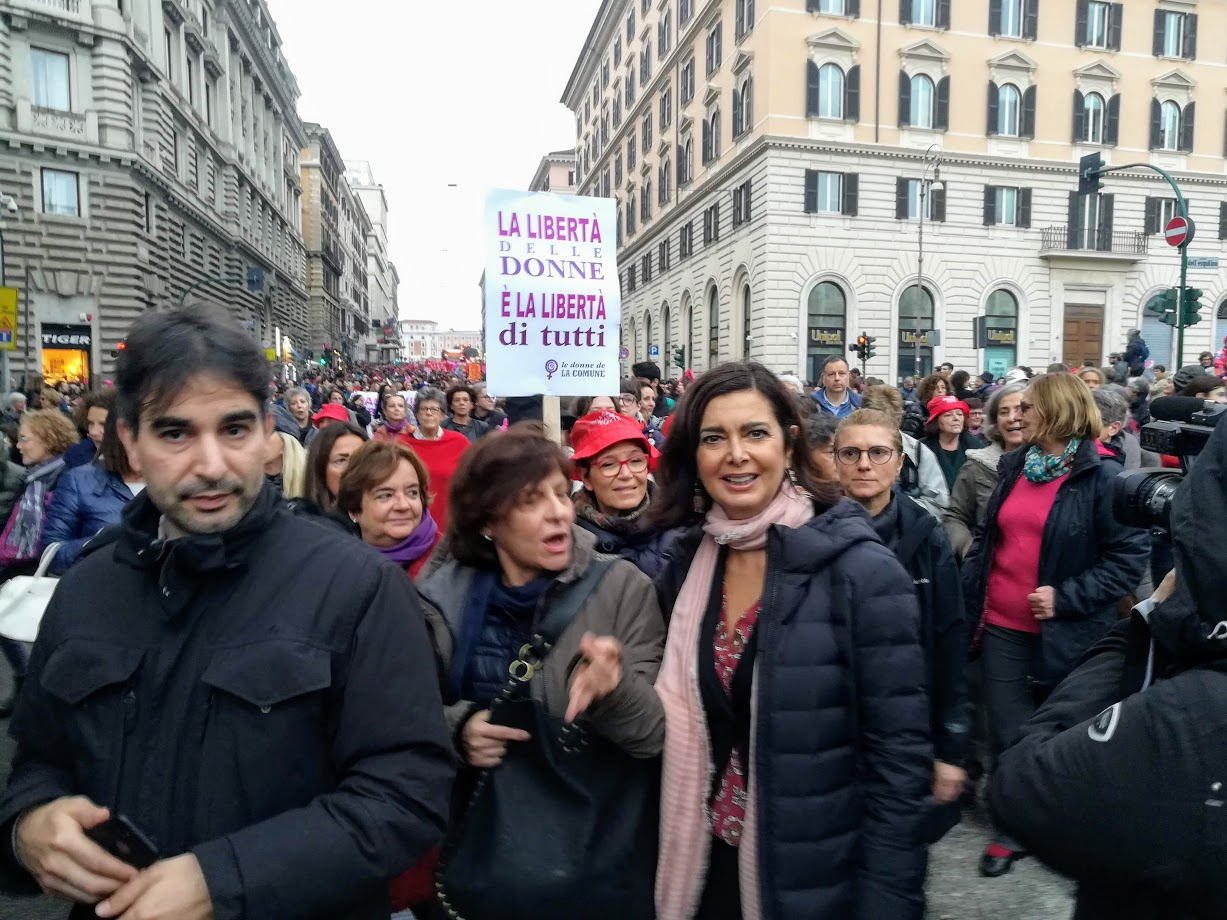
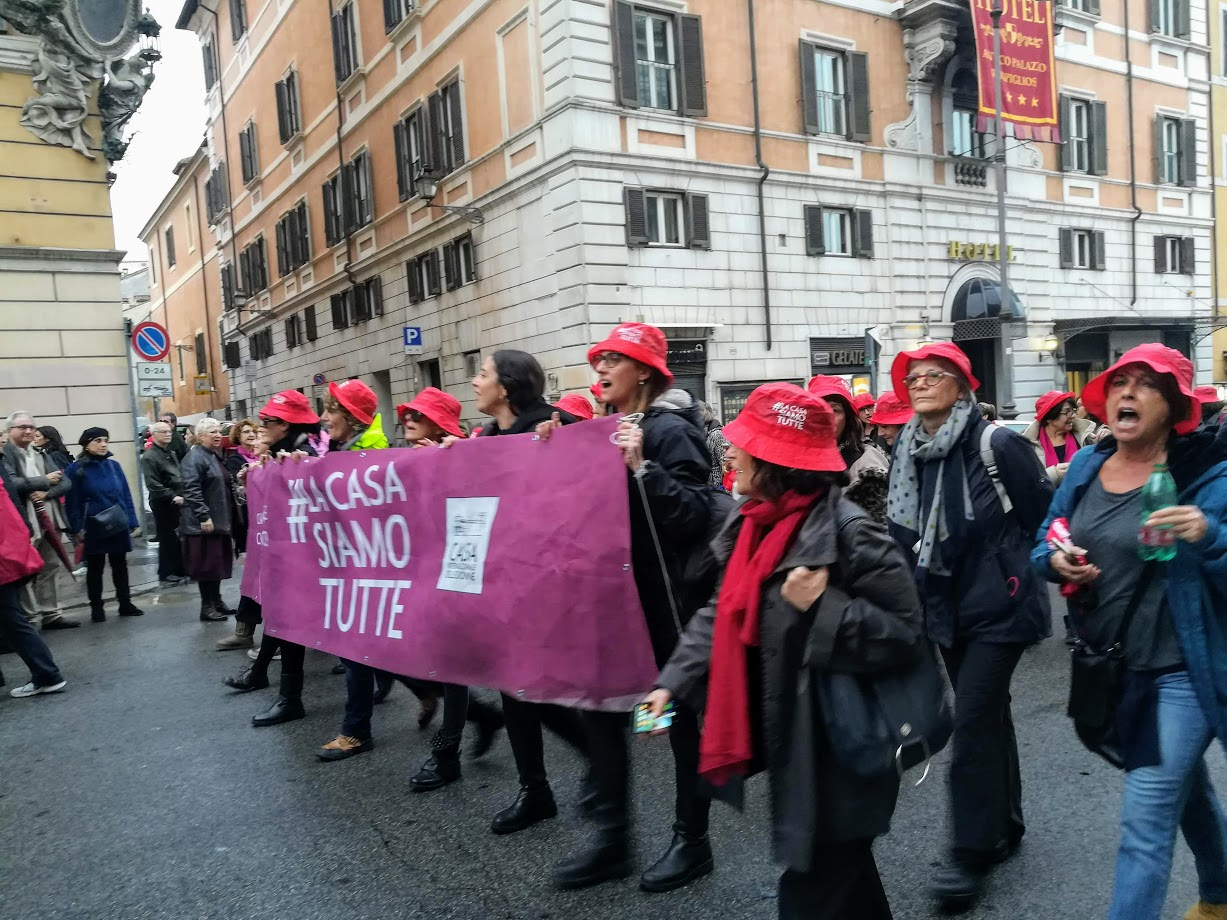
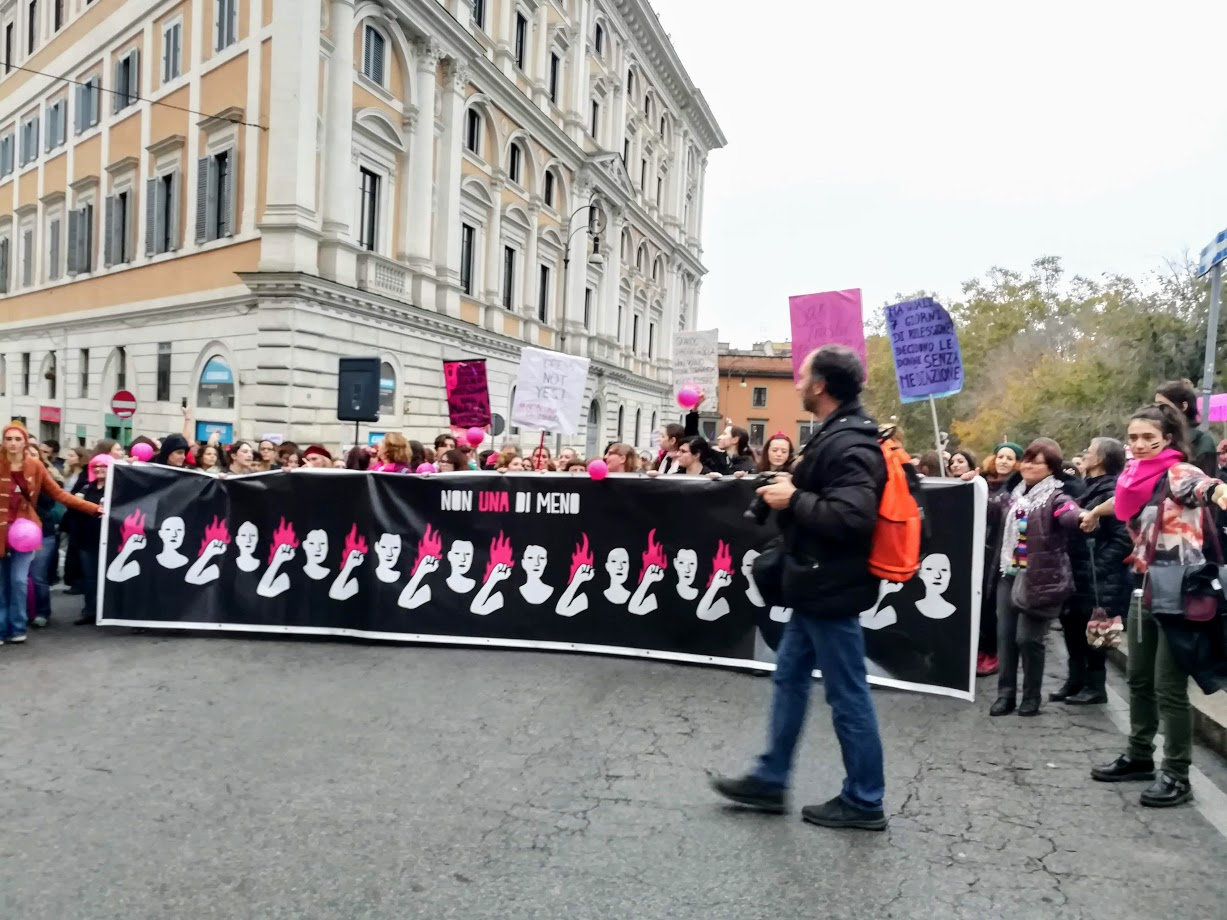
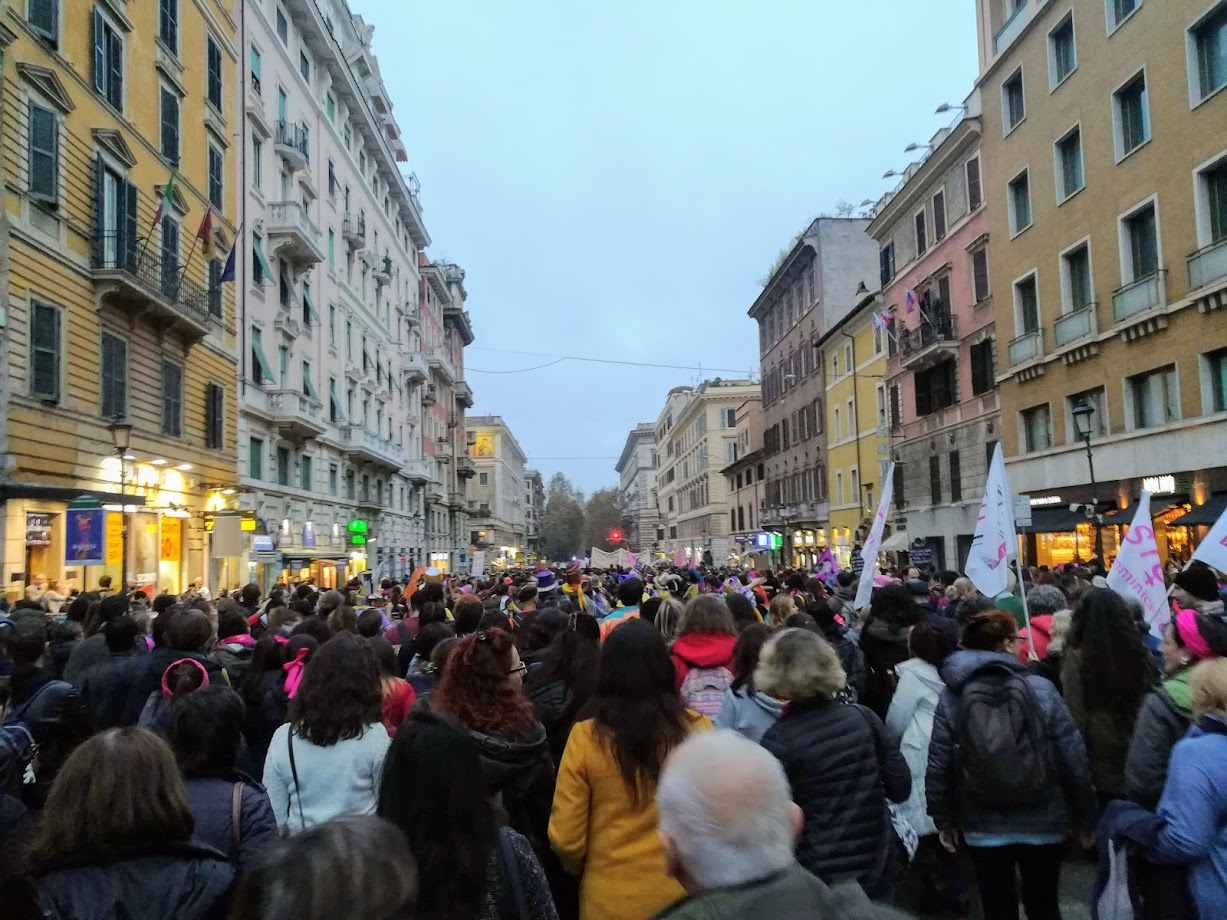